# Alianta incana
Alianta incana är en skalbaggsart som först beskrevs av Wilhelm Ferdinand Erichson 1837.  Alianta incana ingår i släktet Alianta, och familjen kortvingar. Arten är reproducerande i Sverige.